# Konrad Bloch
Konrad Bloch, född 21 januari 1912 i Neisse, Oberschlesien, död 15 oktober 2000 i Lexington, Massachusetts, var en tysk-amerikansk biokemist. År 1964 erhöll han Nobelpriset i fysiologi eller medicin.
Den forskning som Bloch bedrivit har bland annat utrett hur den komplicerade kolesterolmolekylen i djurceller bildas ur ättiksyra i en sekvens om 37 steg. Ett samband anses föreligga mellan kolesterolhalten i blod och förekomsten av ateroskleros (åderförkalkning), varför Blochs upptäckt är av betydelse för förståelsen av denna sjukdom.